# Поградец (община)
Поградец (на албански: Bashkia Pogradec) е община в Албания, област Корча с център едноименния град Поградец.
До 2015 година общината се състои единствено от Поградец. През 2015 година с нея са слети общините Старово (Бучимас), Чърава (Чернево), Дардас (Брагожда), Проптищ (Проптища), Требине, Одунища (Уденищ) и Велчан, които стават общински секции.

## Населени места

### Общинска секция Старово
- Старово (Buçimas или Starovë/Starova)
- Бачалък (Bahçallëk)
- Вердова (Vërdovë)
- Гъщеняс, старо Зерваска (Gështenjas или Zervaskë/Zervaska)
- Гурас, старо Загоричани (Gurras или Zagoriçan)
- Пешкъпи (Peshkëpi)
- Ръмен (Rëmenj)
- Тушемища (Tushemisht)

### Общинска секция Велчан
- Велчан (Velçan)
- Бишница (Bishnicë)
- Бузахища (Buzahishtë)
- Йола (Jollë)
- Лактеш (Laktesh)
- Лосник (Losnik)
- Сенища (Senishtë)
- Шпела (Shpellë)

### Общинска секция Дардас
- Дардас, старо Брагожда (Dardhas или Bragozhdë)
- Груняс, старо Верчун (Grunjas или Verçun)
- Дердуша (Derdushë/Derdusha)
- Лекас (Lekas)
- Нича (Niçë)
- Оснат (Osnat)
- Пренищ (Prenisht)
- Стъркан (Stërkanj)
- Стропоцка (Stropckë/Stropcka)

### Общинска секция Одунища
- Одунища (Udenisht)
- Букеза (Buqezë/Buqeza)
- Лин (Lin)
- Мамулища (Memlisht)
- Пискупат (Piskupat)
- Червенака (Çervenakë/Çervenaka)

### Общинска секция Поградец
- Поградец (Pogradec)

### Общинска секция Проптищ
- Проптищ (Proptisht)
- Барибарда (Baribardhë)
- Въри (Vërri)
- Голик (Golik)
- Залторе (Zalltore)
- Кричкова (Kriçkovë/Kriçkova)
- Родокал и Пощъм (Rodokal i Poshtëm)
- Родокал и Сипър (Rodokal i Sipër)
- Селища (Selishtë/Selishta)
- Селца е Пощме (Selcë e Poshtme)
- Слабина (Slabinjë/Slabinja)
- Слатина (Slatinë/Slatina)
- Сомотина (Somotinë/Somotina)
- Хомеж (Homezh)
- Хомчан (Homçan)

### Общинска секция Требине
- Требине (Trebinjë)
- Гури и Барда (Guri i Bardhë)
- Дуница (Dunicë/Dunica)
- Земца (Zemcë/Zemca)
- Каливач (Kalivaç)
- Лънга (Llëngë/Llënga)
- Малина (Malinë/Malina)
- Певелан (Pevelan)
- Пленищ (Plenisht)
- Подкожани (Potgozhan)
- Селца е Сипърм (Selcë/Selca e Sipërme)
- Хондищ (Hondisht)
- Хощеца (Hoshtecë/Hoshteca)
- Чезма е Мадхе (Çezmë/Çezma e Madhe)
- Чезма е Вогъл (Çezmë/Çezma e Vogël)

### Общинска секция Чърава
- Чърава, старо Чернево (Çërravë/Çërrava)
- Аларуп (Alarup)
- Блаца (Blacë/Blaca)
- Блетас, старо Братомир (Bletas или Bratomirë/Bratomira)
- Грабовица (Grabovicë/Grabovica)
- Кершиза (Qershizë/Qershiza)
- Кодрас (Kodras)
- Лешница (Leshnicë/Leshnica)
- Лумас (Lumas)
- Нишавец (Nishavec)
- Претуша (Pretushë/Pretusha)